# Rjadovoj Aleksandr Matrosov
Rjadovoj Aleksandr Matrosov (Рядовой Александр Матросов) è un film del 1947 diretto da Leonid Davidovič Lukov.